# Maurice Thiriet (Journalist)
Maurice Thiriet (* 13. Oktober 1980) ist ein Schweizer Journalist und Medienmanager.

## Leben
Thiriet wuchs in Basel auf und studierte an der Universität Zürich Geschichte. Seine journalistische Karriere begann er beim St. Galler Radiosender Toxic.fm. Von 2006 bis 2008 arbeitete er als Reporter bei der Online-Ausgabe der Gratiszeitung 20 Minuten. Im Juni 2008 wechselte er verlagsintern zum Zürcher Tages-Anzeiger, wo er mit einer Recherche über eine vermeintliche Astronautin den Zürcher Journalistenpreis erhielt. Thiriet wurde 2013 vom Zürcher Obergericht und Bundesgericht wegen übler Nachrede verurteilt, weil er im prämierten Artikel Die eingebildete Astronautin die porträtierte Person als «Hochstaplerin» bezeichnet hatte. Im Februar 2014 wechselte Thiriet zu Watson, wo er zunächst Reporter und später Ressortleiter war. Im Mai 2016 wurde er in die Chefredaktion befördert, im Juli darauf wurde er als Chefredaktor bestimmt. Im Januar 2023 wurde er Geschäftsführer von Watson.
Maurice Thiriet ist der Sohn des Journalisten Roger Thiriet und Bruder des Basler Politikers Jérôme Thiriet. Er ist Vater von zwei Kindern.